# Ławeczka Stanisława Ligonia w Katowicach
Ławeczka Stanisława Ligonia znajduje się w Katowicach przed budynkiem, w którym od sierpnia 1937 działa katowicka rozgłośnia Polskiego Radia. Ławeczka-pomnik została odsłonięta 19 października 2012 podczas uroczystości 75-lecia działalności rozgłośni w budynku przy ulicy Juliusza Ligonia 29.
Autorem rzeźby jest nyski rzeźbiarz prof. Marian Molenda.
Przedstawia ona postać Stanisława Ligonia (1879–1954), polskiego pisarza, malarza, ilustratora, działacza kulturalnego, reżysera i aktora, od stycznia 1934 dyrektora katowickiej rozgłośni Polskiego Radia, siedzącego na ławce ogrodowej. 